# Orectolobus leptolineatus
Orectolobus leptolineatus är en hajart som beskrevs av Last, Pogonoski och White 20. Orectolobus leptolineatus ingår i släktet Orectolobus och familjen Orectolobidae. Inga underarter finns listade i Catalogue of Life.